# St. Laurentius (Krostitz)

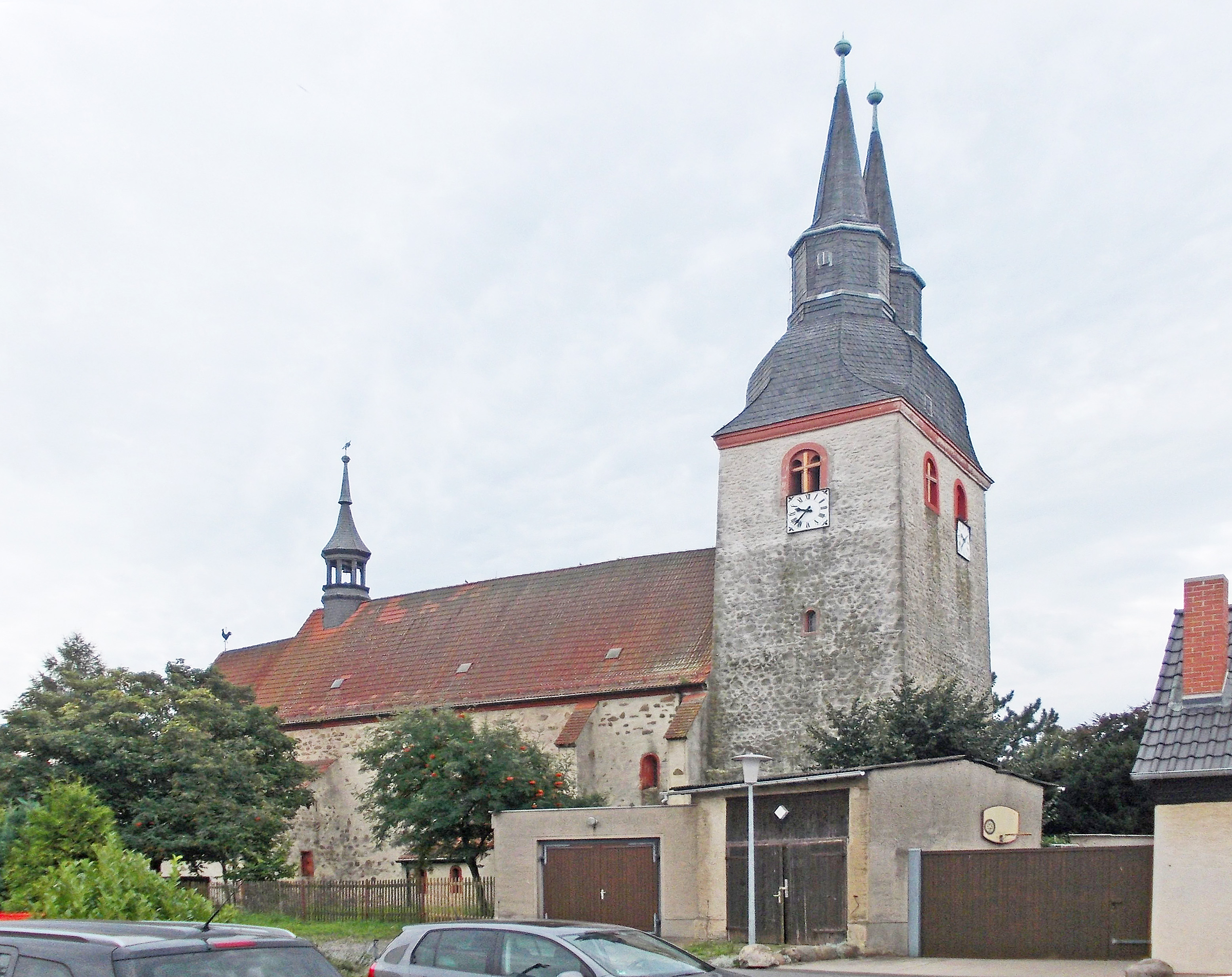
Kirche St. Laurentius zu Krostitz (2014)

Die Kirche St. Laurentius ist die evangelische Kirche in Krostitz nördlich von Leipzig im Landkreis Nordsachsen im Freistaat Sachsen.

## Geschichte und Ausstattung

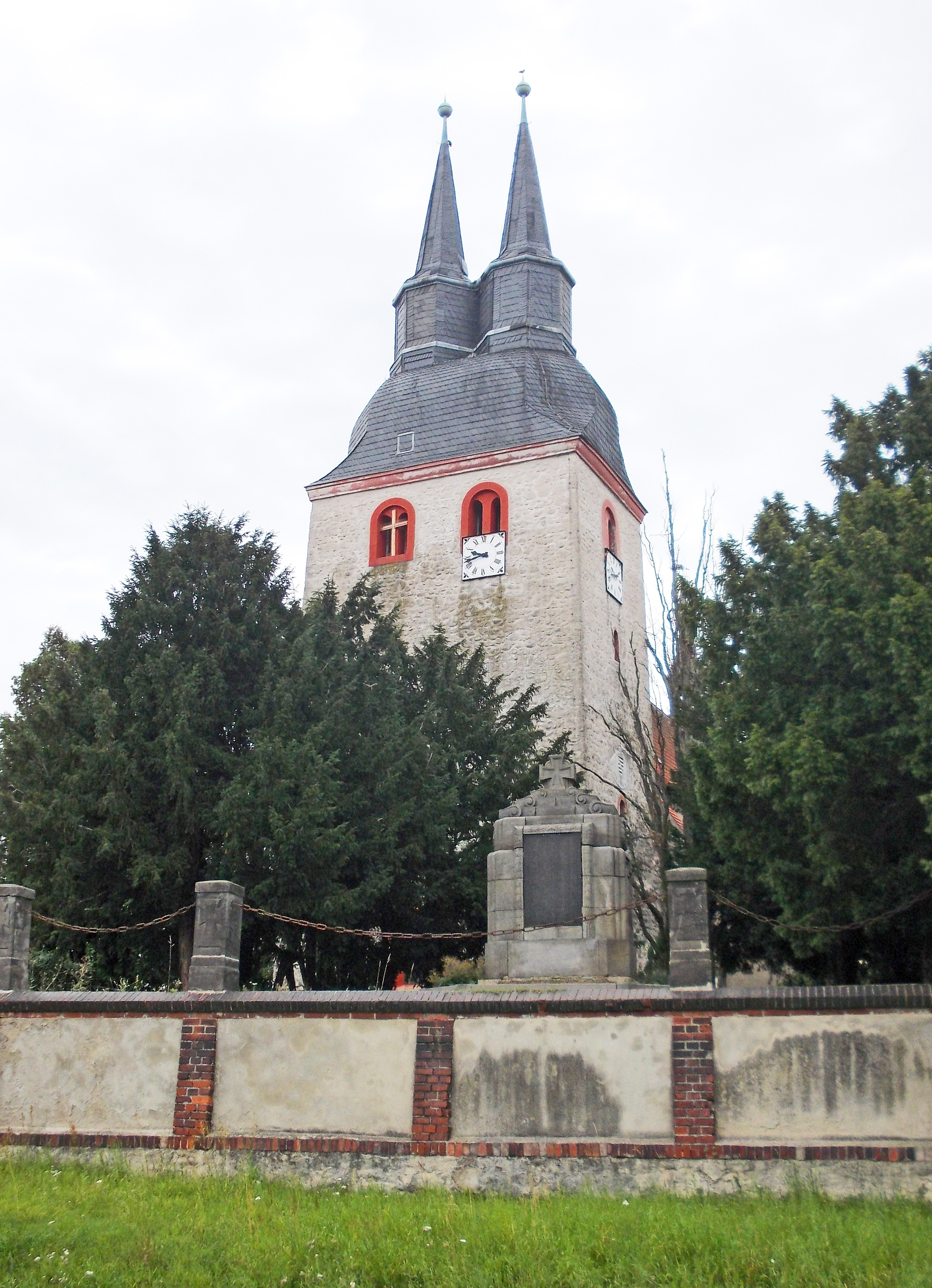
Der Kirchturm ist mit seiner Doppelspitze eine Besonderheit

Die dem Heiligen Laurentius von Rom geweihte Kirche entstand zwischen 1206 und 1208 als Wehrkirche im spätromanischen Stil. Dieser zeigt sich an den Nordfenstern, am Triumphbogen, an Freskoresten der Nordwand und neben der Kanzel, am Taufstein und am Altartisch. Vermutlich gehörte das Gotteshaus ursprünglich einer Klosterbruderschaft – das würde die für eine Dorfkirche untypisch große Bauanlage erklären.
Das Bauwerk ist ein verputzter Feldsteinbau und hat einen Dachreiter. Der Kirchturm ist  unverputzt und hat eine eigenwillige barocke Haube mit Doppelspitze. Es gibt einen leicht eingezogenen, dreiseitig geschlossenen Chor mit Strebepfeilern sowie Maßwerkfenster mit Dreipässen.
Um 1500 gab es umfangreiche bauliche Veränderungen. So wurde der zusammengebrochene Kirchturm in der jetzigen Form gestaltet, die Dachhaube stammt von 1678. 
Der Altarraum wurde 1504 angebaut. An der Abrisskante des romanischen Altarraumes ist noch eine halbe Heiligenfigur zu sehen: Der vorige Altarraum war mit den zwölf Aposteln bemalt. 
Seit dem Umbau im gotischen Stil hat die Kirche ein Netzgewölbe. Zu jener Zeit wurden größere Fenster in die Südseite gebrochen und eine steinerne Empore eingebaut. 
An der Eichentür des Giebels standen 1638 die schwedischen Truppen und bedrohten die letzten Einwohner. Am Ende des Dreißigjährigen Krieges war der Ort komplett zerstört und verwaist, nur die Kirche war stehengeblieben.
Im Turmknopf überliefert eine Urkunde die Namen der Bürger, die nach 1649 wieder Leben in das Dorf brachten. Als die Gemeinde wuchs, wurde die 1583 begonnene hölzerne Empore in den Jahren 1666 und 1823 erweitert. 
Die vier ältesten Felder an der Nordseite sind mit Bildern ausgemalt. 
Im 18. Jahrhundert wurden Bleiglasfenster und die Turmuhr eingebaut.
Während der jüngsten Innenrenovierung (1984–1992) wurde die Kirche farblich wieder im Stil der Bauphase von 1504 ausgemalt – mit Ähnlichkeiten zur St. Thomaskirche in Leipzig und zur Kirche in Podelwitz: weiße Wände und weiße Deckenfelder mit rotbraunen Gewölberippen.
Obwohl die Kirche in den Jahren der Renovierung eine Baustelle war, fanden weiter Gottesdienste statt. 1994 wurden die Bleiglasfenster von 1891 restauriert.

## Altar und Kanzel
Der Säulenaltar ist barock gestaltet. 1705 schnitzte ihn ein Eilenburger Meister und verankerte das Bibelwort 1. Kor. 13, Vers. 13, im Holz: „glaube richtig, liebe brünstig, hoffe beständig“. Als Zusatz findet sich gemalt: „leide geduldig“. Im Mittelteil ist der Gekreuzigte, neben ihm links kniet Maria Magdalena, rechts ist ein abgebrochener und dennoch knospender Baum zu sehen, darunter ein Abendmahlsbild.
Die Kanzel wurde 1726 im Stil des Barock von einem Meister aus Taucha gefertigt. 
Aus der evangelischen Friedensdekade der Jahre um 1985 stammt der schmiedeeiserne Leuchter. Er zeigt, dass es möglich ist, ein Schwert zur Pflugschar umzuschmieden. 
Über dem Taufstein liegt ein Kerzenrad, das an das Kriegsleid in allen Himmelsrichtungen erinnert.

## Orgel
Die Orgel (mit 19 Registern auf zwei Manualen und Pedal mit mechanischen Spiel- und Registertrakturen) schuf zwischen 1875 und 1876 Conrad Geißler. Sie wurde 2006 von Emil Hammer Orgelbau restauriert. Ihre Disposition lautet:
| I Hauptwerk C–f3 |                |         |
| 1.               | Bordun         | 16′     |
| 2.               | Prinzipal      | 08′     |
| 3.               | Hohlflöte      | 08′     |
| 4.               | Viola di Gamba | 08′     |
| 5.               | Octave         | 04′     |
| 6.               | Gemshorn       | 04′     |
| 7.               | Quinte         | 02 ⁄3′  |
| 8.               | Octave         | 02′     |
| 9.               | Terz           | 01 3⁄5′ |
| 10.              | Mixtur III–IV  | 02′     |

| II Oberwerk C–f3 |                 |    |
| 11.              | Gedackt         | 8′ |
| 12.              | Traversflöte    | 8′ |
| 13.              | Salizional      | 8′ |
| 14.              | Geigenprinzipal | 4′ |
| 15.              | Zartflöte       | 4′ |

| Pedal C–d1 |          |     |
| 16.        | Subbaß   | 16′ |
| 17.        | Violon   | 16′ |
| 18.        | Octavbaß | 08′ |
| 19.        | Posaune  | 16′ |

- Koppeln: II/I, I/P

## Geläut
Im Kirchturm mit Welscher Haube und seiner Doppelspitze sind zwei Glocken aus dem 16. Jahrhundert zuhause sowie eine dritte Glocke, die spendenfinanziert vor einigen Jahren das Geläut komplettierte. 
Während des Ersten und Zweiten Weltkriegs mussten Glocken als Metallspende abgegeben werden und wurden zu Kriegsmaterial eingeschmolzen. 1928 konnte eine Glocke dank einer Spendensammlung ersetzt werden. 
Im Dachreiter ist die kleinste Glocke untergebracht – die Taufglocke von 1495. Sie hat die Aufschrift „Komme mit Frieden!“

## Varia

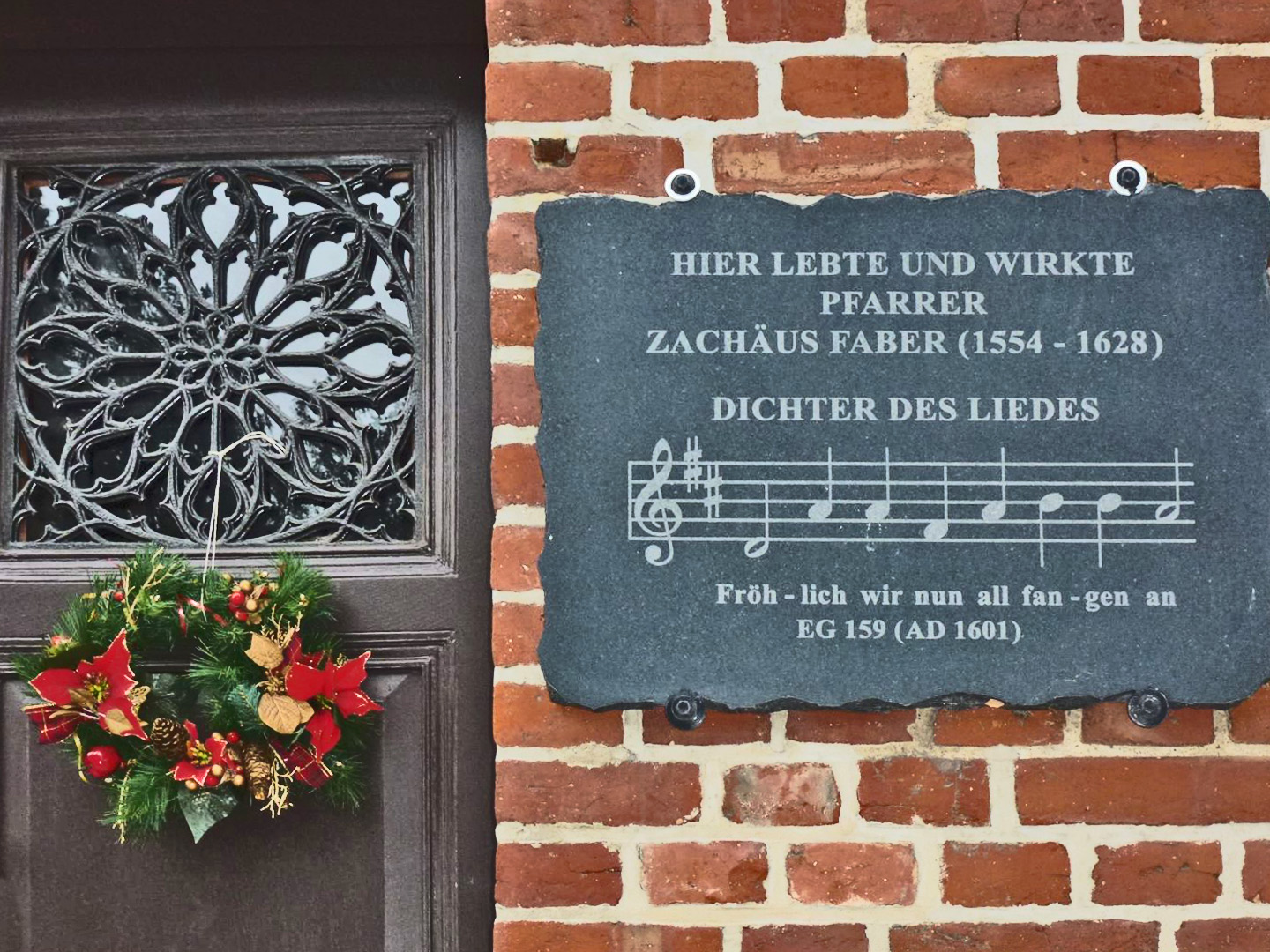
Gedenktafel zu Ehren von Pfarrer Faber

- Am Pfarrhaus gegenüber der Kirche erinnert eine Gedenktafel an Pfarrer Zachäus Faber den Älteren, Dichter des Kirchenlieds Fröhlich wir nun all fangen an (1601; Evangelisches Gesangbuch, Lied Nummer 159[2]), der in Krostitz wirkte.[3][4]